# Estàtua d'Ebih-Il
L'estàtua de l'Ebih-Il és una escultura datada cap a l'any 2400 aC de la figura orant Ebih-Il, superintendent de l'antiga ciutat estat de Mesopotàmia de Mari a l'est de Síria. L'estàtua va ser descoberta al temple d'Ishtar a Mari, durant les excavacions dirigides per l'arqueòleg francès André Parrot. Està realitzada d'alabastre, amb incrustacions d'esquist, conquilles i lapislàtzuli. Iselin Claire del Museu del Louvre, on es mostra l'estàtua al departament d'Antiquitats Orientals, la descriu com «una obra mestra en virtut de la seva artesania, estat de conservació, i l'estil expressiu»."

## Descripció
L'estàtua, està realitzada en una translúcida pedra d'alabastre, representa la figura d'un home assegut en un coixí de vimet. El personatge es mostra en una actitud d'oració amb les mans creuades sobre el pit.
El cap de l'home està completament afaitat. La seva llarga barba es compon de rínxols verticals amb forats perforats, on anteriorment anteriorment hi havia incrustacions de material ara perdut. La barba accentua les galtes de la figura i els llavis finament esculpits que transmeten un mig somriure. Sembla que mira fixament amb els ulls blaus realitzats amb especial cura i atenció en els seus detalls. Una combinació d'esquist, conquilles i lapislàtzuli van ser utilitzats per representar les pestanyes i parpelles, la còrnia i l'iris, respectivament. Les incrustacions de lapislàtzuli utilitzades van ser portades des de l'est fins a l'Afganistan.

## Excavació
L'estàtua va ser descoberta en dues parts per l'equip d'excavació francés sota la direcció d'André Parrot. El cap va ser trobat al paviment de l'atri exterior del temple d'Ishtar. El cos, juntament amb l'estàtua més petita del rei Lamgi-Mari, es va trobar a pocs metres de distància. Quan es va realitzar la seva descoberta, el braç esquerre i el colze es van trencar, i es va destrossar a miques la base del colze dret. Les estàtues van ser la primera descoberta important en aquestes excavacions, que es van iniciar a l'hivern de 1933, a l'indret de Mari.

## Galeria

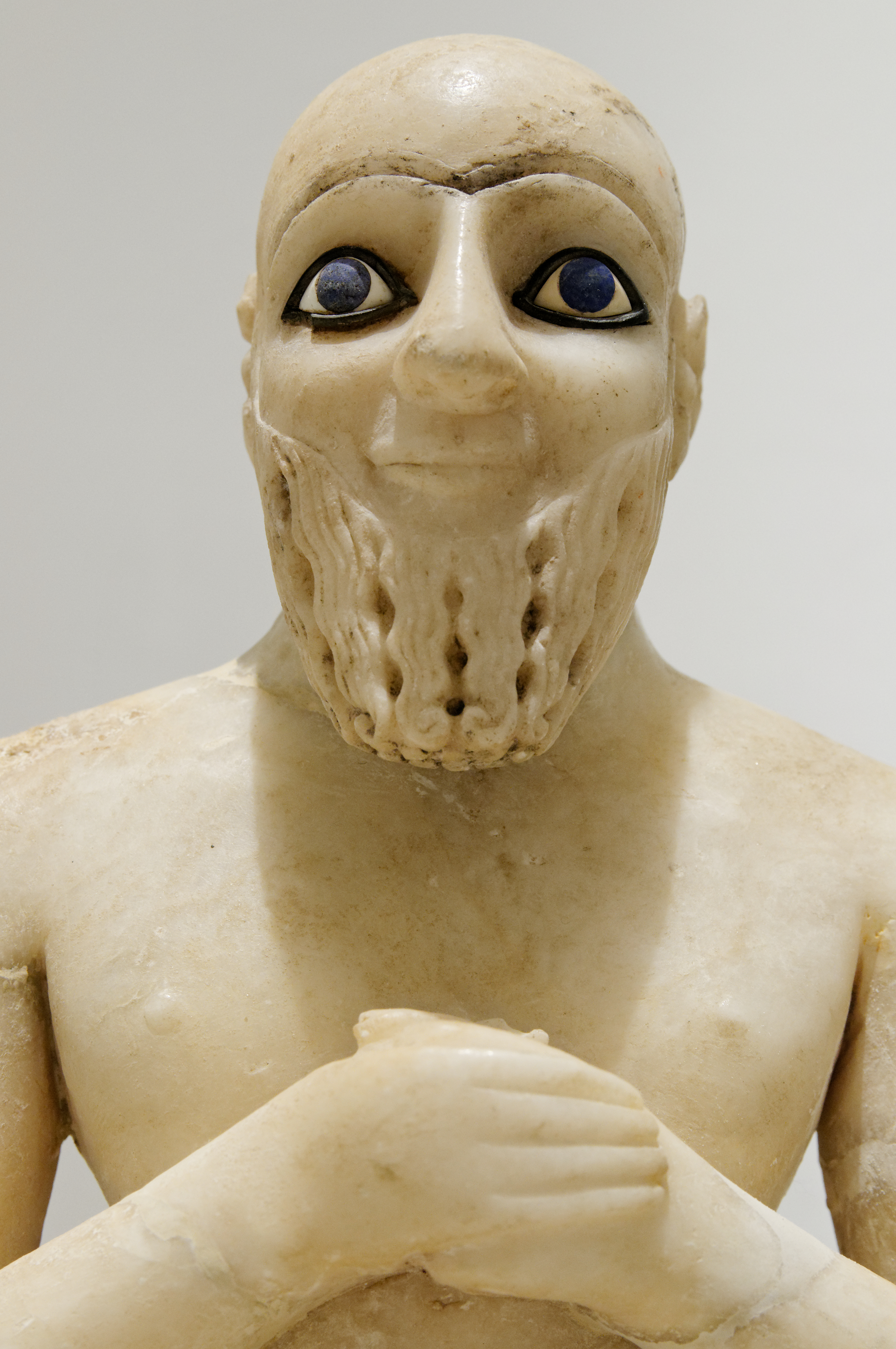
Expressió facial de l'estàtua
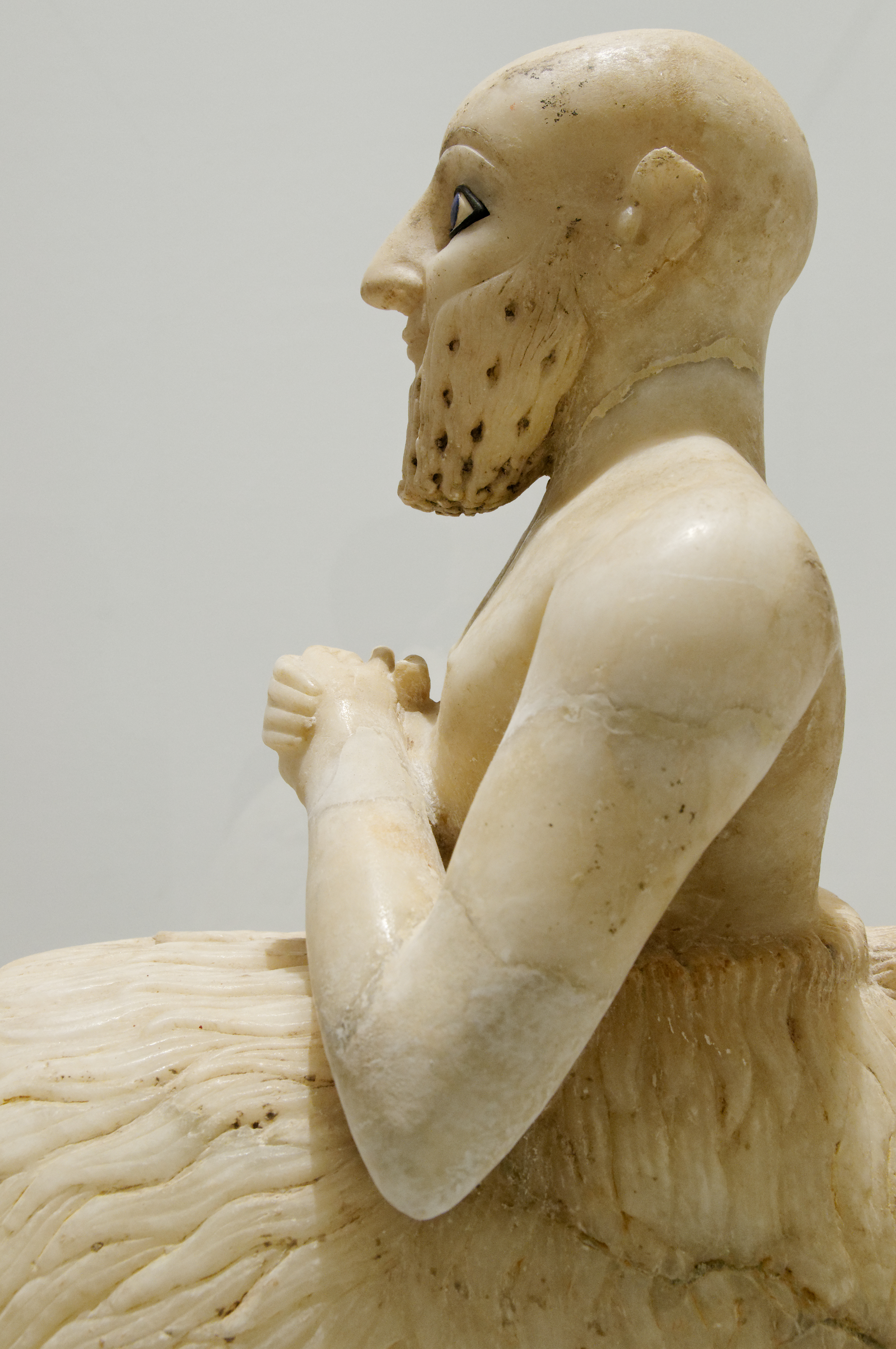
Perfil
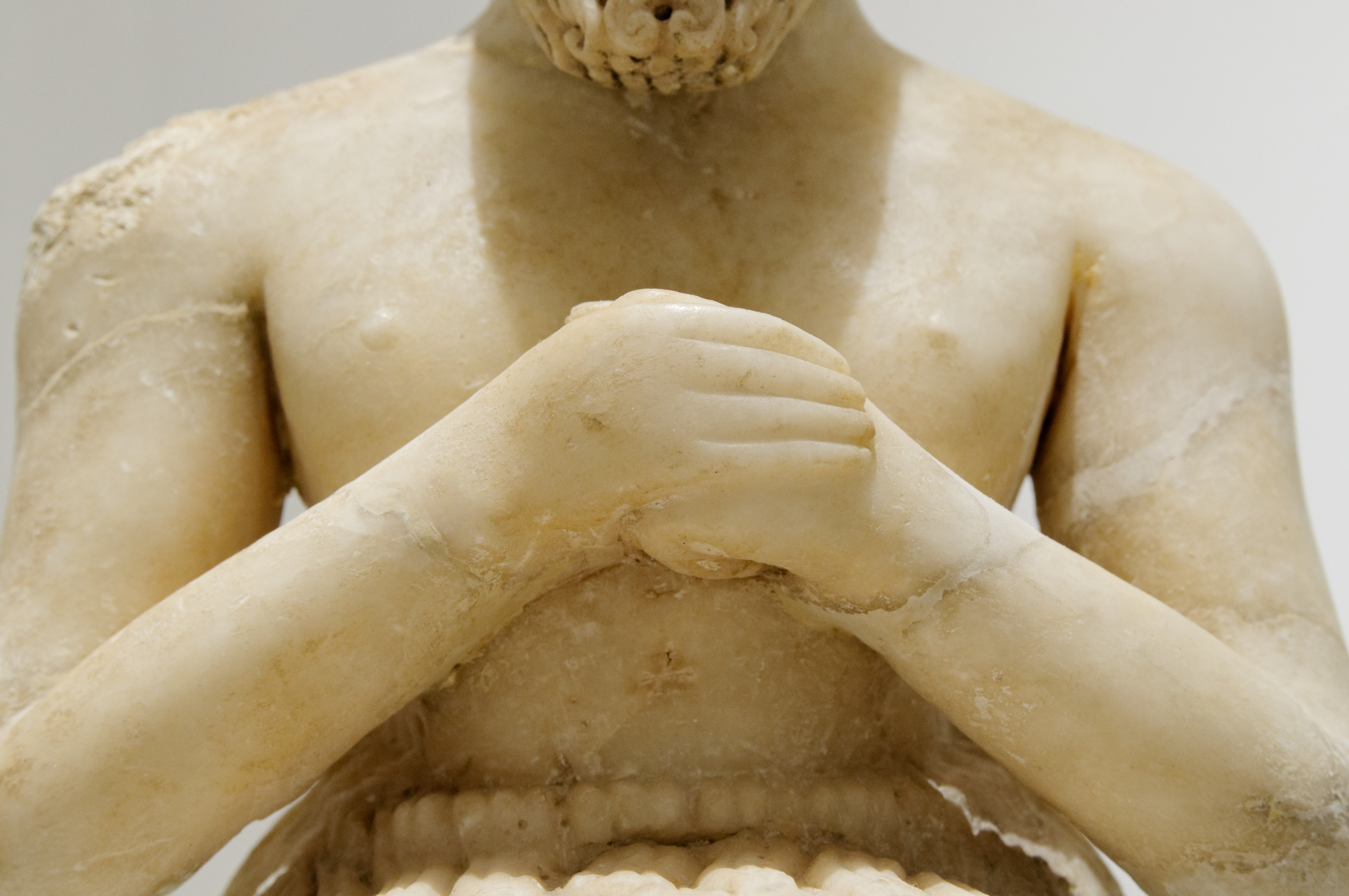
Mans
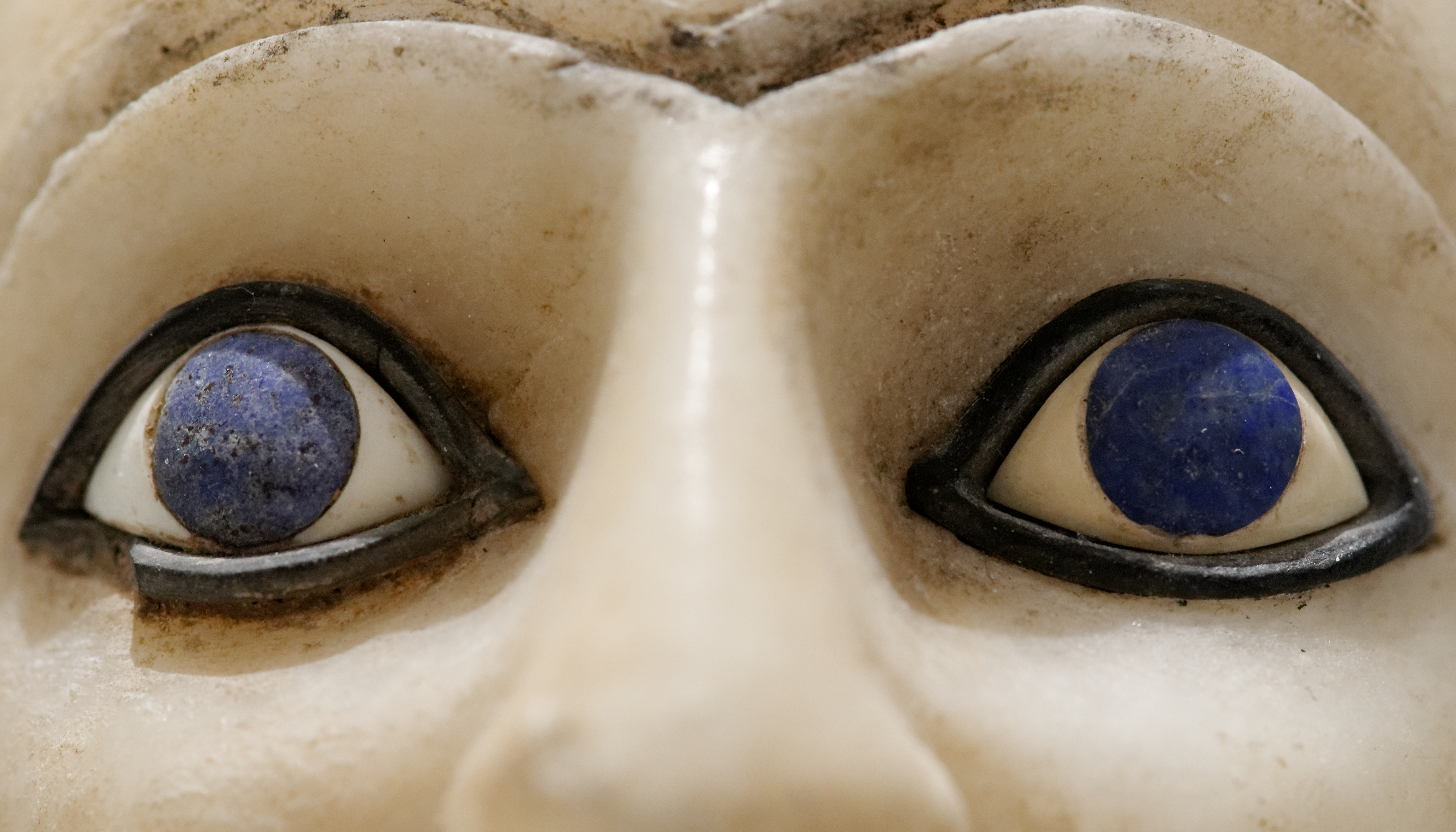
Ulls
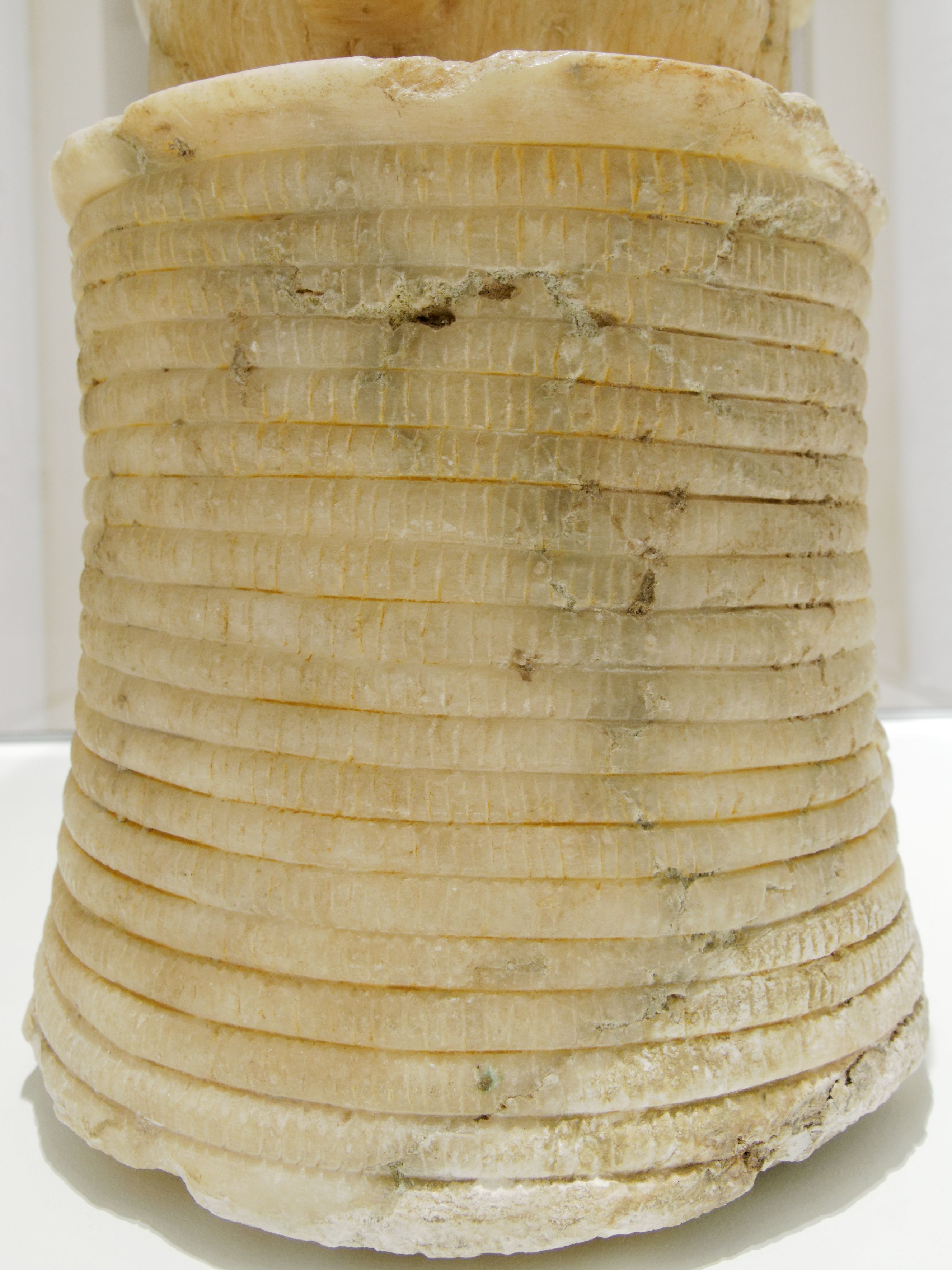
Detall del seient de vimet